# Punkt (geometria)

Ograniczony zbiór punktów w dwuwymiarowej przestrzeni euklidesowej.

Punkt – w aksjomatycznym ujęciu geometrii jedno z podstawowych pojęć pierwotnych. W rozumieniu geometrycznym punkt jest obiektem bezwymiarowym, dlatego dwa punkty mogą się różnić co najwyżej położeniem. Punkty zaznacza się na rysunku jako × (krzyżyk), kółko lub kropkę i tradycyjnie oznacza wielkimi literami alfabetu łacińskiego ({\displaystyle A,} {\displaystyle B,} {\displaystyle C} itd.).
W matematyce współczesnej punktami nazywa się obiekty badań matematycznych, tworzące różne zbiory (przestrzenie), np. w trójwymiarowej przestrzeni euklidesowej punktem będzie uporządkowana trójka liczb rzeczywistych {\displaystyle x_{1},} {\displaystyle x_{2},} {\displaystyle x_{3}.} W różnych działach matematyki występują punkty o specjalnych nazwach, jak np. punkt skupienia zbioru, punkt przegięcia, punkt regularny, punkt osobliwy, czy też punkt zerowy funkcji.

## Geometria euklidesowa
Pierwszą próbę opisania pojęcia punktu podjął Euklides stwierdzając: Punkt to jest to, co nie składa się z części (czego nie można rozłożyć na części). Dla Euklidesa punkt jest „miejscem” bez wymiarów, co oddał w swoich postulatach czy twierdzeniach, np. „dwie proste przecinają się w punkcie...”, „z punktu można zakreślić okrąg...”. Zwykle jednak słowa „punkt” używa się jedynie w odniesieniu do elementów przestrzeni euklidesowej lub innych przestrzeni geometrycznych (np. przestrzeń Riemanna, przestrzeń Łobaczewskiego, przestrzeń Minkowskiego).